# Federico Casimiro Kettler
Federico II Casimiro von Kettler (Mitau, 6 luglio 1650 – Mitau, 22 gennaio 1698) fu duca di Curlandia e Semigallia dal 1682 al 1698.

## Biografia

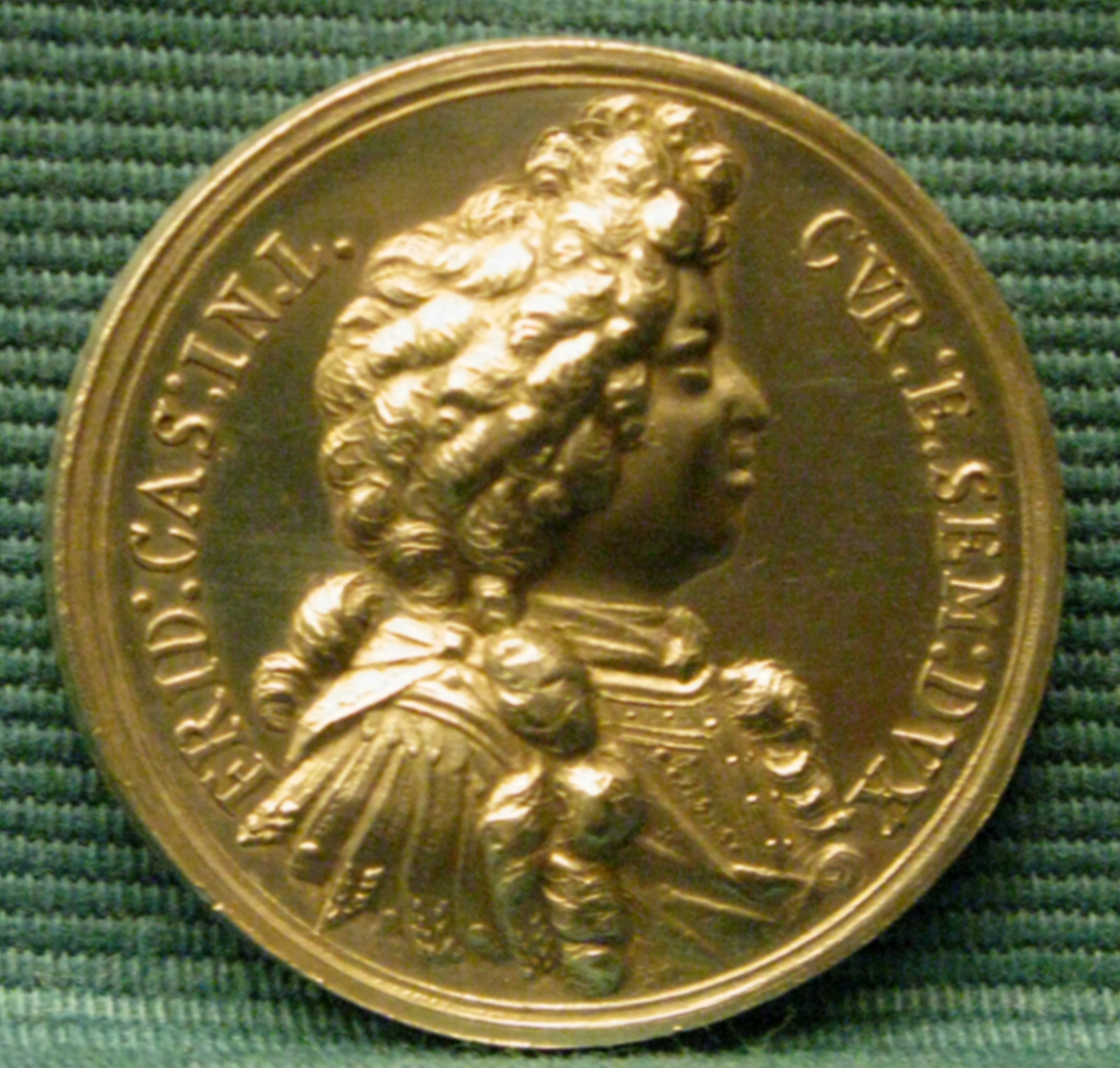
Medaglia di Federico Casimiro

Federico Casimiro era figlio di Giacomo Kettler e di sua moglie Carlotta, figlia del principe Giorgio Guglielmo di Brandeburgo.
Nelle parole di quello che fu il suo educatore, Hans Heinrich Flemming, Federico Casimiro era un giovane di grande talento nelle materie di studio, ma piuttosto superficiale e velleitario.
Dopo un breve viaggio in Francia, seguì la carriera militare come capitano di reggimento di cavalleria olandese dal 1672 sino a quando, alla morte del padre, venne chiamato a succedergli al trono di Curlandia.
Tentò di dare un forte impulso militarizzato allo stato, sulla base della teoria prussiana del militarismo, creando una forza d'esercito permanente e vendette la colonia di Tobago all'Inghilterra per finanziare le spese sostenute.
Venne coinvolto, dal 1698, nella grande guerra del Nord, in cui ebbe il pieno sostegno anche dei figli, tra cui il suo successore Federico Guglielmo, oltre all'alleanza garantitagli dalla zarina Anna I di Russia, morendo in quello stesso anno.

## Matrimoni ed eredi
Federico II Casimiro si sposò due volte; in prime nozze con Sofia Amalia di Nassau-Siegen, dalla quale ebbe i seguenti figli:
- Federico Kettler (3 aprile 1682 - 11 febbraio 1683), Principe Ereditario di Curlandia.
- Maria Dorotea Kettler (2 August 1684 - 17 January 1743), sposò il Margravio Alberto Federico di Brandeburgo-Schwedt.
- Eleonora Carlotta Kettler (11 giugno 1686 - 28 luglio 1748), sposò Ernesto Ferdinando, Duca di Brunswick-Lüneburg.
- Amalia Luisa Kettler (27 luglio 1687 - 18 gennaio 1750), sposò Federico Guglielmo Adolfo, Principe di Nassau-Siegen.
- Cristina Sofia Kettler (15 novembre 1688 - 22 aprile 1694).

Nel 1691 si sposò in seconde nozze con Elisabetta Sofia, figlia di Federico I Guglielmo di Brandeburgo, da cui ebbe un figlio:
- Federico Guglielmo.

## Ascendenza
|                                               |                                        |                                         | Genitori                                       |  |  | Nonni |  |  | Bisnonni            |  |  | Trisnonni                       |  |
|                                               |                                        |                                         |                                                |  |  |       |  |  | 8. Gottardo Kettler |  |  | 16. Gottardo Kettler di Melrich |  |
|                                               |                                        |                                         |                                                |  |  |       |  |  | 8. Gottardo Kettler |  |  | 16. Gottardo Kettler di Melrich |  |
|                                               |                                        | 17. Sibilla Sofia di Nesselrode         |                                                |  |  |       |  |  | 8. Gottardo Kettler |  |  |                                 |  |
| 4. Guglielmo Kettler                          |                                        |                                         |                                                |  |  |       |  |  | 8. Gottardo Kettler |  |  |                                 |  |
|                                               |                                        | 9. Anna di Meclemburgo                  | 18. Alberto VII di Meclemburgo-Güstrow         |  |  |       |  |  |                     |  |  |                                 |  |
|                                               |                                        | 9. Anna di Meclemburgo                  | 18. Alberto VII di Meclemburgo-Güstrow         |  |  |       |  |  |                     |  |  |                                 |  |
|                                               |                                        | 9. Anna di Meclemburgo                  | 19. Anna di Brandeburgo                        |  |  |       |  |  |                     |  |  |                                 |  |
| 2. Giacomo Kettler                            |                                        | 9. Anna di Meclemburgo                  |                                                |  |  |       |  |  |                     |  |  |                                 |  |
|                                               |                                        | 10. Alberto Federico di Prussia         | 20. Alberto I di Prussia                       |  |  |       |  |  |                     |  |  |                                 |  |
|                                               |                                        | 10. Alberto Federico di Prussia         | 20. Alberto I di Prussia                       |  |  |       |  |  |                     |  |  |                                 |  |
|                                               |                                        | 10. Alberto Federico di Prussia         | 21. Anna Maria di Brunswick-Lüneburg           |  |  |       |  |  |                     |  |  |                                 |  |
| 5. Sofia di Prussia                           |                                        | 10. Alberto Federico di Prussia         |                                                |  |  |       |  |  |                     |  |  |                                 |  |
|                                               |                                        | 11. Maria Eleonora di Jülich-Kleve-Berg | 22. Guglielmo di Jülich-Kleve-Berg             |  |  |       |  |  |                     |  |  |                                 |  |
|                                               |                                        | 11. Maria Eleonora di Jülich-Kleve-Berg | 22. Guglielmo di Jülich-Kleve-Berg             |  |  |       |  |  |                     |  |  |                                 |  |
|                                               |                                        | 11. Maria Eleonora di Jülich-Kleve-Berg | 23. Maria d'Austria                            |  |  |       |  |  |                     |  |  |                                 |  |
| 1. Federico Casimiro Kettler                  |                                        | 11. Maria Eleonora di Jülich-Kleve-Berg |                                                |  |  |       |  |  |                     |  |  |                                 |  |
|                                               | 12. Giovanni Sigismondo di Brandeburgo | 24. Gioacchino Federico di Brandeburgo  |                                                |  |  |       |  |  |                     |  |  |                                 |  |
|                                               | 12. Giovanni Sigismondo di Brandeburgo | 24. Gioacchino Federico di Brandeburgo  |                                                |  |  |       |  |  |                     |  |  |                                 |  |
|                                               | 12. Giovanni Sigismondo di Brandeburgo | 25. Caterina di Brandeburgo-Küstrin     |                                                |  |  |       |  |  |                     |  |  |                                 |  |
| 6. Giorgio Guglielmo di Brandeburgo           | 12. Giovanni Sigismondo di Brandeburgo |                                         |                                                |  |  |       |  |  |                     |  |  |                                 |  |
|                                               |                                        | 13. Anna di Prussia                     | 26. Alberto Federico di Prussia (= 10)         |  |  |       |  |  |                     |  |  |                                 |  |
|                                               |                                        | 13. Anna di Prussia                     | 26. Alberto Federico di Prussia (= 10)         |  |  |       |  |  |                     |  |  |                                 |  |
|                                               |                                        | 13. Anna di Prussia                     | 27. Maria Eleonora di Jülich-Kleve-Berg (= 11) |  |  |       |  |  |                     |  |  |                                 |  |
| 3. Luisa Carlotta di Brandeburgo              |                                        | 13. Anna di Prussia                     |                                                |  |  |       |  |  |                     |  |  |                                 |  |
|                                               |                                        | 14. Federico IV del Palatinato          | 28. Ludovico VI del Palatinato                 |  |  |       |  |  |                     |  |  |                                 |  |
|                                               |                                        | 14. Federico IV del Palatinato          | 28. Ludovico VI del Palatinato                 |  |  |       |  |  |                     |  |  |                                 |  |
|                                               |                                        | 14. Federico IV del Palatinato          | 29. Elisabetta d'Assia                         |  |  |       |  |  |                     |  |  |                                 |  |
| 7. Elisabetta Carlotta del Palatinato-Simmern |                                        | 14. Federico IV del Palatinato          |                                                |  |  |       |  |  |                     |  |  |                                 |  |
|                                               |                                        | 15. Luisa Giuliana di Nassau            | 30. Guglielmo I d'Orange                       |  |  |       |  |  |                     |  |  |                                 |  |
|                                               |                                        | 15. Luisa Giuliana di Nassau            | 30. Guglielmo I d'Orange                       |  |  |       |  |  |                     |  |  |                                 |  |
|                                               |                                        | 15. Luisa Giuliana di Nassau            | 31. Carlotta di Borbone-Montpensier            |  |  |       |  |  |                     |  |  |                                 |  |
|                                               |                                        | 15. Luisa Giuliana di Nassau            |                                                |  |  |       |  |  |                     |  |  |                                 |  |